# چیزهای عجیب (فصل ۱)
فصل نخست سریال علمی–تخیلی و وحشت روان‌شناختی چیزهای عجیب توسط کمپانی نت‌فلیکس در تاریخ ۱۵ ژوئیه ۲۰۱۶ در ۸ قسمت پخش شد. این سریال توسط برادران دافر ساخته شده‌است. برادران دافر به غیر از نویسندگی و کارگردانی سریال، به همراه شاون لوی یکی از تهیه‌کنندگان اجرایی پروژه نیز هستند.
فین ولفهارد، میلی بابی براون، نوآ اشنپ، گیتن ماتارازو ،کلب مک لاگلین، وینونا رایدر، دیوید هاربر، ناتالیا دایر، چارلی هیتون، جو کیری، متیو موداین و کارا بوینو از جمله بازیگران فصل اول سریال هستند. داستان فصل اول سریال در سال ۱۹۸۳ رخ می‌دهد. پسر جوانی به نام ویل بایرز پس از جدا شدن از دوستانش به طرز عجیبی ناپدید می‌شود. مادر ویل به همراه کلانتر و سه دوست نزدیک ویل به جستجوی او می‌روند اما پیدا شدن دختر مرموز و عجیبی که خود را الون می‌نامد همه چیز را به هم می‌ریزد. طولی نمی‌کشد که مایکل که صمیمی‌ترین دوست ویل می‌باشد متوجه می‌شود که کارمندان یک مجموعه آزمایشی عجیب که پیش تر الون را ربوده بودند در گم شدن ویل دخیل هستند….
فصل اول سریال با استقبال بسیار بالایی از سوی منتقدان و تماشاگران همراه بود و در زمینه‌های فیلم‌نامه، تیم بازیگری، موسیقی، کارگردانی، فضاسازی، ارجاعات به آثار علمی‌تخیلی دهه ۸۰ و شیمی بین شخصیت‌ها مورد ستایش قرار گرفت. در هفتاد و چهارمین مراسم گلدن گلوب، سریال در دو رشته بهترین مجموعه تلویزیونی – درام و بهترین بازیگر نقش اول زن مجموعه درام برای وینونا رایدر نامزد کسب جایزه شد.

## داستان
سال ۱۹۸۳ و در شهر کوچک هاوکینز، پسر بچه‌ای به نام ویل بایرز در راه بازگشت به خانه به صورت مرموزی ناپدید می‌شود. مادر به نام جویس نزد پلیس رفته و جستجو برای پیدا کردن او آغاز می‌شود. در این میان، سه دوست صمیمی ویل به نام‌های مایک، داستین و لوکاس نیز برای پیدا کردن او شروع به جستجو در جنگل می‌کنند اما پیدا شدن دختر عجیبی به نام الون که قدرت‌های فراطبیعی دارد همه چیز را دگرگون می‌کند.

## بازیگران

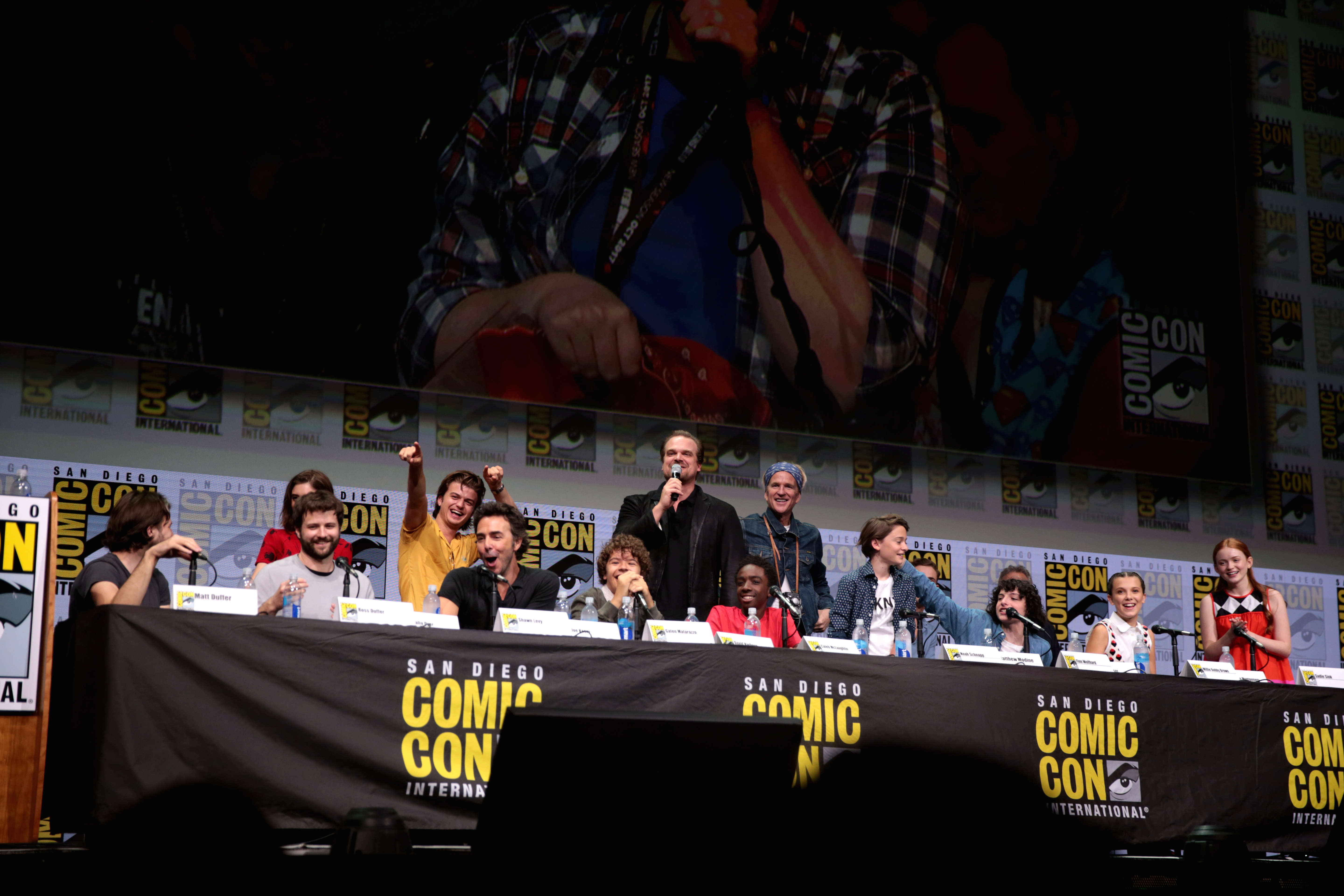
برادران دافر به همراه گروه بازیگران در مراسم کامیک-کان بین‌المللی سن دیگو در حال تبلیغ برای سریال

- فین ولفهارد
- میلی بابی براون
- نوآ اشنپ
- گیتن ماتارازو
- کلب مک لاگلین
- وینونا رایدر
- دیوید هاربر
- جو کیری
- چارلی هیتون
- ناتالیا دایر
- کارا بوینو
- متیو موداین

## قسمت‌ها
| شم. کلی | شم. در فصل | عنوان                              | کارگردان     | نویسنده          | تاریخ انتشار اصلی |
| --- | ---------- | ---------------------------------- | ------------ | ---------------- | ----------------- |
| ۱ | ۱          | «بخش اول: ناپدید شدن ویل بایرز»    | برادران دافر | برادران دافر     | ۱۵ ژوئیه ۲۰۱۶     |
| سال ۱۹۸۳ در شهر کوچک هاوکینز، ویل بایرز بعد از جدا شدن از دوستانش و در مسیر خانه توسط موجودی عجیب مورد حمله قرار می‌گیرد. صبح روز بعد خبری از او نیست. مادر ویل که جویس نام دارد ابتدا گمان می‌کند اتفاق خاصی نیفتاده است اما با گذشت زمان متوجه می‌شود موضوع جدی است و به سراغ کلانتر میرد. با اعلام خبر ناپدید شدن ویل پای سه دوست صمیمی او به نام مایکل و داستین و لوکاس به ماجرا باز می‌شود. آن‌ها تصمیم می‌گیرند سه نفری و شبانه در داخل جنگل به دنبال ویل بروند اما باران شدید باعث می‌شود از مسیر منحرف شده و به دختر جوانی ناشناس که ظاهری عجیب دارد برخورد کنند. دختری که موهای خود را تراشیده و الون (یازده) نام دارد. |            |                                    |              |                  |                   |
| ۲ | ۲          | «بخش دوم: آدم عجیب در خیابان میپل» | برادران دافر | برادران دافر     | ۱۵ ژوئیه ۲۰۱۶     |
| مایکل چاره‌ای نمی‌بیند جز اینکه الون را به خانه خود می‌برد. لوکاس و داستین به او اصرار می‌کنند که الون را تحویل دهد اما مایکل آن‌ها را راضی می‌کند که خطری تهدیدشان نمی‌کند. صبح روز بعد بالاخره الون شروع به صحبت می‌کند و می‌گوید «آدم‌های بد» در تلاش برای کشتن او هستند. مایکل هیچ ذهنیتی دربارهٔ این «آدم‌های بد» ندارد اما از آنجا که ایمان میاورد الون در دردسر افتاده تصمیم می‌گیرد به او کمک کند. لوکاس به شدت با این تصمیم مخالف است اما وقتی می‌خواهد به پدر و مادر مایک خبر دهد الون با قدرت ذهنی خود مانع او می‌شود و بچه‌ها متوجه می‌شوند الون یک ابر انسان است. در طرف دیگر تلاش کلانتر برای پیدا کردن ویل ناکام مانده و جویس که حال و روز خوشی ندارد متوجه فعالیت‌های ماوراءالطبیعه عجیب در خانه می‌شود اما حرف‌های او با عقل کسی جور در نمی‌اید. |            |                                    |              |                  |                   |
| ۳ | ۳          | «بخش سوم: هالی، سرخوش»             | شاون لوی     | جسیکا مک کلانبرگ | ۱۵ ژوئیه ۲۰۱۶     |
| نانسی که به همراه دوستش بارب به یک دورهمی در خانه دوست پسرش استیو می‌رود متوجه گم شدن بارب می‌شود. نانسی ابتدا فکر می‌کند بارب بخاطر رفتارهای او ناراحت شده و مهمانی را ترک کرده اما طولی نمی‌کشد که پی می‌برد بارب هم مثل ویل به طرز عجیبی ناپدید شده‌است. گزارش او به پلیس فایده چندانی ندارد و نانسی که دچار عذاب وجدان شده شخصاً قضیه را پیگیری می‌کند. از آنطرف مایکل و لوکاس و داستین که به قدرت‌های الون پی برده‌اند تصمیم می‌گیرند با کمک او ویل را پیدا کنند. جویس که حال و روزش به دیوانه‌ها شبیه شده با خلق روش خاصی موفق می‌شود از طریف لامپ‌هایی نورانی با ویل تماس برقرار کند اما حرف‌های او در نظر دیگران مضحک به نظر می‌رسد. کلانتر در راه تحقیقات خود به یک شرکت آزمایشی عجیب می‌رسد اما نمی‌داند این شرکت در گم شدن ویل دخیل است یا خیر. سرانجام با پیدا شدن جسد ویل بایرز در رودخانه موجی از یاس و ناامیدی شهر را فرا می‌گیرد. مایکل خشمگین به خانه برمیگردد تا با فراغ دوستش کنار بیاید. |            |                                    |              |                  |                   |
| ۴ | ۴          | «بخش چهارم: جسد»                   | شاون لوی     | جاستین دابل      | ۱۵ ژوئیه ۲۰۱۶     |
| مایک همچنان خشمگین و ناراحت از مرگ ویل و دروغ‌های الون است اما وقتی الون موفق می‌شود با قدرت‌هایش از طریق بی‌سیم با ویل ارتباط برقرار کند مایکل حرف‌های او را مبنی بر زنده بودن ویل باور می‌کند. مایکل نقشه‌ای می‌ریزد اما راضی کردن لوکاس همیشه ناراضی و داستین غمگین برای انجامش چندان ساده نیست. سرانجام برنامه از این قرار می‌شود که الون را گریم کرده و در هیبت یک دانش آموز به مدرسه ببرند تا او بتواند از طریق دستگاه رادیویی قدرتمند مدرسه با ویل ارتباط بگیرد. جویس که به هیچ عنوان باور نمی‌کند پسرش مرده عنان اختیار را از کف داده و چاره‌ای نمی‌بیند جز اینکه شخصاً وارد عمل شود. هاپر با اصرار جویس تحقیقات خود را ادامه می‌دهد و در کمال تعجیب متوجه می‌شود چیزی که به عنوان جسد ویل بایرز در سردخانه نگهداری می‌شود نه یک جسد بلکه ماکتی عروسکی است. |            |                                    |              |                  |                   |
| ۵ | ۵          | «بخش پنجم: کک و بندباز»            | برادران دافر | آلیسون تالک      | ۱۵ ژوئیه ۲۰۱۶     |
| مراسم خاکسپاری ویل درحالی برگزار می‌شود که افراد اصلی از جمله خانواده و دوستان او از نمردنش با خبر هستند! داستین با تحقیقات خود نظریه‌ای عجیب مطرح می‌کند و آن این است که ویل در دنیای موازی که خودش آن را دره سایه‌ها می‌نامد گیر افتاده‌است. نظریه‌ای که ابتدا عجیب به نظر می‌رسد با تحقیقات خود داستین به واقعیت بدل می‌شود. داستین موفق می‌شود راه ورود به دروازه را کشف کند اما این کار فقط با کمک الون امکان‌پذیر است. جیم هاپر به سراغ جویس رفته و به او می‌گوید که جسد ویل قلابی است. هم‌زمان نانسی و جاناتان که هردو دلایل شخصی زیادی برای ورود به این ماجرا دارند با کمک هم راه ورود به دروازه را پیدا می‌کنند که باعث به وجود آمدن موقعیت خطرناکی برایشان می‌شود. |            |                                    |              |                  |                   |
| ۶ | ۶          | «بخش ششم: هیولا»                   | برادران دافر | جسی نیکسون-لوپز  | ۱۵ ژوئیه ۲۰۱۶     |
| نانسی مدتی در دنیای موازی گیر می‌افتد تا اینکه موفق می‌شود با کمک جاناتان از آن فرار کند. نانسی که با چشم خود هیولا را دیده تمام ماجرا را برای جاناتان تعریف می‌کند. توضیحات او و تحقیقات هاپر و سمج بازی‌های مایکل همچون قطعه‌های گمشده به هم متصل شده و پازل نهایی را تکمیل می‌کند:شرکتی آزمایشی در هنگام تحقیقات خود دروازه‌ای رو به دنیایی دیگر گشوده و برای ارتباط با آنهم از یک نفر استفاده می‌کرده‌است:الون! |            |                                    |              |                  |                   |
| ۷ | ۷          | «بخش هفتم: وان حمام»               | برادران دافر | جاستین دابل      | ۱۵ ژوئیه ۲۰۱۶     |
| کارمندان شرکت آزمایشی که همه جا را برای پیدا کردن الون زیر و رو کرده‌اند سرانجام رد او را در خانه مایکل می‌زنند. مایکل به همراه لوکاس و داستین و الون فرار می‌کنند و الون با کمک قدرت‌های ماورایی خود آن‌ها را فراری می‌دهد. رفتار الون باعث می‌شود لوکاس به او اعتماد کند و دوستان بار دیگر دور هم جمع شوند. جیم هاپر مایکل را پیدا کند و با در میان گذشتن اطلاعاتی که هردو می‌دانند قرار می‌شود تا الون با کمک قدرت‌هایش ویل را پیدا کند. |            |                                    |              |                  |                   |
| ۸ | ۸          | «بخش هشتم: دنیای وارونه»           | برادران دافر | برادران دافر     | ۱۵ ژوئیه ۲۰۱۶     |
| جیم هاپر و جویس در معامله‌ای قبول می‌کنند که در عوض وارد شدن به دروازه جای الون را به رئیس شرکت آزمایشی بگویند. بدین ترتیب جویس و جیم وارد دنیای وارونه می‌شوند و ویل را که فاصله چندانی تا مرگ ندارد پیدا می‌کنند. هم‌زمان گروه از مردان آزمایشگاه به مدرسه حمله می‌کنند تا الون را دستگیر کنند اما با شدید شدن درگیری‌ها هیولای دنیای وارونه وارد می‌شود و الون برای صدمه ندیدن مایک از تمام قدرتش استفاده می‌کند تا هیولا را از بین ببرد و در این راه خودش هم کشته می‌شود. صحنه آخر چندین ماه بعد و کریسمس را نشان می‌دهد که مایکل همچنان دلتنگ الون است و ویل بایرز که دوران سختی را گذرانده با بالا آوردن ماده عجیبی از دهنش لحظه کوتاهی دوباره به دنیای وارونه می‌رود و برمیگردد. ویل با ترس نزد مادرش برمیگردد و همگی با هم کریسمس را جشن می‌گیرند. |            |                                    |              |                  |                   |

## موسیقی
موسیقی سریال توسط مایکل استاین و کایل دیکسون ساخته شده‌است. دیکسون و استاین در مجموع ۷۵ قطعه برای فصل اول سریال ساختند. به علت زیاد بودن قطعه‌های سریال، آلبوم موسیقی فصل اول در دو جلد عرضه شد. نسخه‌های محدود هر دو آلبوم نیز به ترتیب در تاریخ ۱۶ و ۲۳ سپتامبر ۲۰۱۶ در دسترس قرار گرفتند.
کایل دیکسون و مایکل استاین برای ساخت هرد دو آلبوم به صورت جداگانه نامزد دریافت جایزه گرمی شدند اما نتوانستند آن را به دست آورند.